# Gentianella ramosa
Gentianella ramosa là một loài thực vật có hoa trong họ Long đởm. Loài này được (Hegetschw.) Holub mô tả khoa học đầu tiên năm 1967.